# V wiek p.n.e.
V wiek p.n.e.

VII wiek p.n.e. VI wiek p.n.e. V wiek p.n.e. IV wiek p.n.e. III wiek p.n.e.

## Urodzili się
- około 496 p.n.e. – Sofokles, dramaturg grecki
- około 495 p.n.e. – Perykles, polityk ateński
- około 484 p.n.e. – Herodot, historyk grecki
- około 470 p.n.e. – Mozi, chiński filozof, twórca moizmu
- 470 p.n.e. lub 469 p.n.e. – Sokrates, filozof grecki (data sporna lub przybliżona)
- 460 p.n.e.
  - Hipokrates, ojciec medycyny, Grek
  - Demokryt, filozof grecki, twórca filozofii materialistycznej
- 446 p.n.e. – Arystofanes, komediopisarz grecki
- około 440 p.n.e. – Antystenes, filozof grecki (filozofia cynicka)
- 435 p.n.e. – Arystyp, filozof grecki (szkoła hedonistyczna)
- 427 p.n.e. – Platon, filozof grecki i założyciel Akademii Ateńskiej
- około 413 p.n.e. – Diogenes z Synopy, filozof grecki
- 410 p.n.e. lub 408 p.n.e. – Eudoksos, astronom i matematyk grecki

## Zmarli

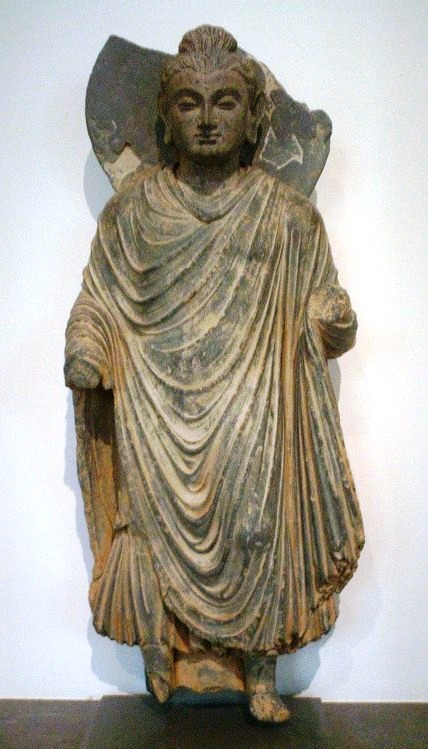
Posąg Buddy

- około 500 p.n.e. – Pitagoras z Samos, grecki filozof i matematyk (data sporna lub przybliżona)
- po 495 p.n.e. – Anakreont z Teos, liryk grecki
- 483 p.n.e. – Siddhartha Gautama zwany Buddą
- 480 p.n.e.
  - Leonidas, król Sparty
  - Heraklit z Efezu, filozof grecki
- 479 p.n.e. – Konfucjusz, filozof chiński
- około 459 p.n.e. – Temistokles, polityk ateński
- 456/455 p.n.e. – Ajschylos, grecki tragik
- około 430 p.n.e. – Fidiasz, rzeźbiarz grecki
- około 430 p.n.e. (426 p.n.e.?) – Herodot, historyk grecki
- 429 p.n.e. – Perykles, polityk ateński
- 407/406 p.n.e. – Eurypides, tragik grecki
- około 406 p.n.e. – Sofokles, dramaturg grecki
- około 402 p.n.e. – Seuthes, władca trackiego plemienia Odryzów

## Wydarzenia w Europie
- około 500 p.n.e. – Hekatajos z Miletu narysował mapę ówczesnego świata
- 500 p.n.e. – Etruskowie wyruszyli na północ, przekroczyli Apeniny, zakładając 2 osady: Felsina (dziś Bolonia) i Marzabotto
- 499-494 p.n.e. – bunt miast jońskich przeciwko władzy perskiej
- 496 p.n.e. – Rzym zwyciężył Latynów w bitwie nad jeziorem Regillus
- 494 p.n.e.
  - rzymski lud stworzył zgromadzenie (concilium plebis), które miało reprezentować jego interesy; pierwsza secesja plebejuszy
  - usankcjonowanie instytucji trybunów (Rzym)
  - klęska floty greckiej koło wyspy Lade w pobliżu Miletu, Persowie zdobyli i zniszczyli Milet
- 493 p.n.e.
  - konsul rzymski Spuriusz Kasjusz zawarł przymierze Foedus Cassianum ze Związkiem Latyńskim (na zasadzie równouprawnienia członków); utworzenie Ligi Latyńskiej
  - świątynia Ceres, Libera i Libery na Awentynie (Rzym)
- 490 p.n.e. kwiecień – bitwa pod Maratonem
- 486 p.n.e. – Rzym rozpoczął walki z Ekwami i Wolskami
- 482 p.n.e. – początek budowy potężnej floty wojennej Aten
- 481 p.n.e. – w Koryncie odbył się zjazd przedstawicieli miast greckich dla opracowania wspólnego planu obrony przed Persami (utworzono Związek Panhelleński pod przewodnictwem Sparty)
- 480 p.n.e.
  - bitwa w wąwozie termopilskim
  - zwycięstwo Greków nad Persami pod Salaminą
  - bitwa pod Himerą, połączone siły Sycylijczyków (Teron z Akragas i Gelon z Syrakuz) pokonały Kartagińczyków
- około 480 p.n.e. – początek klasycznego okresu kultury greckiej
- 479 p.n.e. sierpień – Grecy pobili Persów pod Platejami
- 478 p.n.e.
  - powstanie pierwszego ateńskiego Związku Morskiego; początek potęgi Aten
  - flota grecka pod wodzą króla spartańskiego Pauzaniasza wyzwoliła kolonie greckie na Cyprze i zdobyła Bizancjum
- 474 p.n.e. – zwycięstwo Greków syrakuzańskich nad Etruskami w bitwie pod Kyme (zach. wybrzeże Kampanii)
- 465 p.n.e.
  - wódz ateński Kimon odniósł zwycięstwo nad Persami nad rzeką Eurymendont w Pamfilii
  - koniec rządów tyranów na Sycylii
- 464 p.n.e.
  - powstanie helotów w Sparcie (tzw. III wojna meseńska)
  - silne trzęsienie ziemi (ok. 20 tys. zabitych, Sparta)
- 462-458 p.n.e. – zakończenie procesu budowy demokracji w Atenach, Perykles zdobywa dominującą pozycję
- 459-446 p.n.e. – pierwsza wojna peloponeska
- 455 p.n.e. – ustawa trybuna ludowego Lucjusza Iciliusza o podziale gruntów na Awentynie (dla najbiedniejszych obywateli)
- 454 p.n.e. – przeniesienie skarbca Związku Morskiego z Delos do Aten
- 451-449 p.n.e. – powstanie prawa dwunastu tablic, podstawy prawa rzymskiego, wprowadzenie komisji decemwirów
- 451 p.n.e. – wprowadzenie prawa, według którego obywatelstwo ateńskie nadawano wyłącznie osobom posiadającym oboje rodziców Ateńczyków
- około 450 p.n.e.
  - Galowie zaczęli zajmować Nizinę Padańską
  - początek okresu lateńskiego kultury celtyckiej
  - rzeźba Dyskobol Myrona
- 449 p.n.e.
  - druga secesja plebejuszy (Rzym)
  - Pokój Kalliasa, Jonia uniezależniła się od Persji
- 447 p.n.e.-432 p.n.e. – budowa Partenonu w Atenach (architekci: Iktinos, Kallikrates)
- 445 p.n.e.
  - prawo Kanulejusza zezwoliło na zawieranie małżeństw pomiędzy plebejuszami a patrycjuszami (Rzym)
  - Etruskowie tracą panowanie nad Kampanią
- 444 p.n.e.
  - Tukidydes (przywódca stronnictwa demokratycznego) wygnany z Aten na podstawie sądu skorupkowego
  - powołanie urzędu trybunów wojskowych o władzy konsularnej (Rzym) – Tribuni militum consulari potestae
- 443 p.n.e. – ustanowienie urzędu cenzorów, wybieranych na 1,5 roku (Rzym)
- około 438 p.n.e. – Fidiasz wykonał dwunastometrowy posąg Zeusa dla świątyni w Olimpii
- 431-404 p.n.e. – II wojna peloponeska, Sparta pokonała Ateny
- 430 p.n.e. – Herodot skończył pracę nad Dziejami
- około 430 p.n.e. – Hipokrates zrewolucjonizował poglądy na temat medycyny
- 428 p.n.e. – ustawa zabraniająca sprzedaży w niewolę za długi (Rzym)
- 427 p.n.e.
  - Spartanie zdobyli i zburzyli Plateje
  - rewolucja na Korkyrze
- 425 p.n.e. – strateg ateński Demostenes zajął Pylos (miasto i wielki port na Peloponezie)
- 422 p.n.e. – założenie miasta Chersonez
- 421 p.n.e.
  - pokój Nikiasza, zawarty na 50 lat pomiędzy Atenami a Spartą
  - plebejusze uzyskali dostęp do stanowiska kwestora (Rzym)
- 418 p.n.e. – w bitwie pod Mantineą (na Peloponezie) Sparta pokonała koalicję Argos i miast arkadyjskich, wspomaganą przez Ateny
- 411 p.n.e.
  - przewrót oligarchiczny w Atenach; klęska floty ateńskiej koło Eretrii i utrata na rzecz Sparty bogatej wyspy Eubei
  - zwycięstwo floty ateńskiej (d-ca Alkibiades) nad Spartą w bitwie pod Abydos (nad Hellespontem)
- 410 p.n.e. – zwycięstwo Aten nad Spartą w bitwie pod Kyzikos; obalenie rządów oligarchii w Atenach
- 409 p.n.e. – początek ofensywy kartagińskiej przeciw Grekom na Sycylii
- 407 p.n.e. – uroczysty powrót Alkibiadesa do Aten, Zgromadzenie obwołało go strategiem-autokratorem (o nieograniczonej władzy)
- 406 p.n.e.
  - zwycięstwo floty ateńskiej nad peloponeską w pobliżu wysp Arginuz na Morzu Egejskim
  - początek oblężenia Weje
- 405 p.n.e.
  - Lizander (d-ca floty spartańskiej) podstępnie opanował prawie całą flotę ateńską pod Ajgospotamoj
  - początek tyranii Dionizjusza I w Syrakuzach
- 404 p.n.e. – kapitulacja Aten na warunkach podyktowanych przez Spartę – koniec II wojny peloponeskiej (Ateny uznały hegemonię Sparty w Grecji)
- 401 p.n.e. – wybuch wojny grecko-perskiej
- założono celtycką osadę nad Dunajem (podwaliny dzisiejszej stolicy Austrii)

## Wydarzenia w Azji
- około 500 p.n.e.
  - powstały fragmenty hinduskiego eposu Ramajana
  - odlewanie żelaza w Chinach
  - początek okresu bogatych pochówków w scytyjskich mogiłach w Pazyryku
  - Syngalezi wyemigrowali z Indii na północny Cejlon
  - Jin stało się czołowym państwem Chin
  - Sun Zi napisał Sztukę wojenną
- 481 p.n.e. – początek rozpadu Chin (Epoka Walczących Królestw)
- 410 p.n.e. – z tego roku pochodzi najstarszy zachowany horoskop z Babilonu
- 401 p.n.e. – wojna domowa w Persji, marsz dziesięciu tysięcy

## Wydarzenia w Afryce
- około 500 p.n.e. – Sabejczycy osiedlili się w Etiopii
- 480 p.n.e. – Taruga w Nigerii stała się bogatym ośrodkiem obróbki żelaza
- 404 p.n.e. – w Egipcie wybuchło powstanie przeciwko Persom

## Wydarzenia w Ameryce
- około 500 p.n.e.
  - powstały pierwsze królestwa Majów
  - wczesne hieroglify w Monte Alban, które stało się czołową kulturą w Meksyku
- około 450 p.n.e. – początek złotego okresu rozwoju kultury Chavin w Andach

## Wydarzenia w Australii i Oceanii
- około 500 p.n.e. – początek rozwoju kultury polinezyjskiej na Fidżi, Tonga i Samoa

## Więcej wydarzeń w artykułach dotyczących poszczególnych lat
500 p.n.e. 499 p.n.e. 498 p.n.e. 497 p.n.e. 496 p.n.e. 495 p.n.e. 494 p.n.e. 493 p.n.e. 492 p.n.e. 491 p.n.e.
490 p.n.e. 489 p.n.e. 488 p.n.e. 487 p.n.e. 486 p.n.e. 485 p.n.e. 484 p.n.e. 483 p.n.e. 482 p.n.e. 481 p.n.e.
480 p.n.e. 479 p.n.e. 478 p.n.e. 477 p.n.e. 476 p.n.e. 475 p.n.e. 474 p.n.e. 473 p.n.e. 472 p.n.e. 471 p.n.e.
470 p.n.e. 469 p.n.e. 468 p.n.e. 467 p.n.e. 466 p.n.e. 465 p.n.e. 464 p.n.e. 463 p.n.e. 462 p.n.e. 461 p.n.e.
460 p.n.e. 459 p.n.e. 458 p.n.e. 457 p.n.e. 456 p.n.e. 455 p.n.e. 454 p.n.e. 453 p.n.e. 452 p.n.e. 451 p.n.e.
450 p.n.e. 449 p.n.e. 448 p.n.e. 447 p.n.e. 446 p.n.e. 445 p.n.e. 444 p.n.e. 443 p.n.e. 442 p.n.e. 441 p.n.e.
440 p.n.e. 439 p.n.e. 438 p.n.e. 437 p.n.e. 436 p.n.e. 435 p.n.e. 434 p.n.e. 433 p.n.e. 432 p.n.e. 431 p.n.e.
430 p.n.e. 429 p.n.e. 428 p.n.e. 427 p.n.e. 426 p.n.e. 425 p.n.e. 424 p.n.e. 423 p.n.e. 422 p.n.e. 421 p.n.e.
420 p.n.e. 419 p.n.e. 418 p.n.e. 417 p.n.e. 416 p.n.e. 415 p.n.e. 414 p.n.e. 413 p.n.e. 412 p.n.e. 411 p.n.e.
410 p.n.e. 409 p.n.e. 408 p.n.e. 407 p.n.e. 406 p.n.e. 405 p.n.e. 404 p.n.e. 403 p.n.e. 402 p.n.e. 401 p.n.e.